# 山本竹雲
山本 竹雲 （やまもと ちくうん、男性、文政2年（1819年） – 明治21年（1888年）4月27日）は、明治期の日本の篆刻家・茶人である。
名は戈または勇、字は中立、竹雲は号で堂号に深竹軒、夢硯堂などがある。備前児島郡味野地区（現・倉敷市児島）の人。

## 略伝
備前児島郡の裕福な家に生まれ、煎茶が盛んだった高松に遊ぶ。その後に京都に出て御池柳馬場に住んだ。篠崎小竹の門下で儒学を学ぶ。花卉画をよくし、煎茶に通じた。篆刻は高松にいるとき細川林谷に学び、各地で売印して生計を立てている。文房趣味に詳しく煎茶器の鑑定もした。
江馬天江、谷如意、山中静逸、浅井柳塘、熊谷鳩居堂、山中箺皇堂らと交友した。また三条梨堂、松方海東、杉聴雨、長三洲など当時の名流の印章を多く刻している。
福井には度々遊歴し吉川帰峰・片山桃州・五十嵐香圃・岡崎鷺州・久津見晴嵐などの門弟がいる。足羽山にはその流派「文房流」の記念碑がある。
東山清水稚児ヶ池で入水。池の畔には羽織がたたまれ丁寧に下駄が揃えてあり、一煎点てたらしく煎茶道具が並べられていた。京都南禅寺天授庵に墓所がある。

## 著作
- 『消夏偶興』